# Ronnie Foster
Ronnie Foster (nascido em 12 de maio de 1950) é multi-instrumentista e produtor musical americano de funk e soul jazz. Seus álbuns gravados pela Blue Note Records nos anos 1970 se tornaram cult após o surgimento do acid-jazz.

## Biografia
Nascido em Buffalo, Nova Iorque, Foster tem se apresentado como músico convidado em álbuns de diversos artistas. Trabalhou frequentemente com o guitarrista George Benson, tocando piano elétrico, Minimoog e como compositor de "Lady" no álbum Breezin' de Benson de 1976. Foster também tocou órgão em álbuns de Chet Atkins, Grant Green, Grover Washington, Jr., Stanley Turrentine, Roberta Flack, Earl Klugh, Harvey Mason, Jimmy Smith e Stevie Wonder. Como produtor, já trabalhou com os  cantores brasileiros Djavan, Guilherme Arantes e Pepeu Gomes. Foster foi o diretor musical de "Smokey Robinson Presents: Human Nature" que se apresentou no The Venetian Resort Hotel Casino em Las Vegas de 2009 até 2015.

## Discografia
- Two Headed Freap (Blue Note, 1972)
- Sweet Revival (Blue Note, 1972)
- Ronnie Foster Live: Cookin' with Blue Note at Montreux (Blue Note, 1973)
- On the Avenue (Blue Note, 1974)
- Cheshire Cat (Blue Note, 1975)
- Love Satellite (Columbia, 1978)
- Delight (Columbia, 1979)
- The Racer (Pro Jazz, 1986)

### Como músico convidado
Com Chet Atkins
- Street Dreams (Columbia, 1986)

Com George Benson
- Good King Bad (CTI, 1975)
- In Concert-Carnegie Hall (CTI, 1975)
- Breezin' (Warner Bros., 1976)
- In Flight (Warner Bros., 1977)
- Livin' Inside Your Love (Warner Bros., 1979)
- Weekend in L.A. (Warner Bros., 1977)

Com Chayanne
- Chayanne (CBS, 1987)
- Chayanne (CBS, 1988)

With Grant Green
- Alive! (Blue Note, 1970)
- Live at Club Mozambique (Blue Note, 1971)

Com The Jacksons
- Triumph (Epic, 1980)

Com Robbie Robertson
- Storyville (Geffen, 1991)

Com Stanley Turrentine
- Wonderland (Blue Note, 1986)

Com Stevie Wonder
- Songs in the Key of Life (Tamla, 1976)